# Maison de Sainte-Barbe
La « Maison de Sainte-Barbe » (In Sint Barbara en néerlandais) est une maison de style baroque située au numéro 38 de la Grand-Place de Bruxelles en Belgique, entre la « Maison de l'Âne » et la « Maison du Petit Renard et du Chêne », au nord de la place.

## Historique
La maison fut édifiée en 1696 après la destruction des maisons de la Grand-Place lors du bombardement de la ville par les troupes françaises de Louis XIV commandées par le maréchal de Villeroy en août 1695.
Au XVIIIe siècle, elle portait le nom de « Sinte Barbara ».
En 1918, la maison fit l'objet d'une restauration par François Malfait, architecte de la Ville de Bruxelles.
La date de 1696 est attestée par un millésime visible sur un relevé effectué en 1914, avant la restauration de 1918.
À l'heure actuelle, son rez-de-chaussée abrite un commerce.

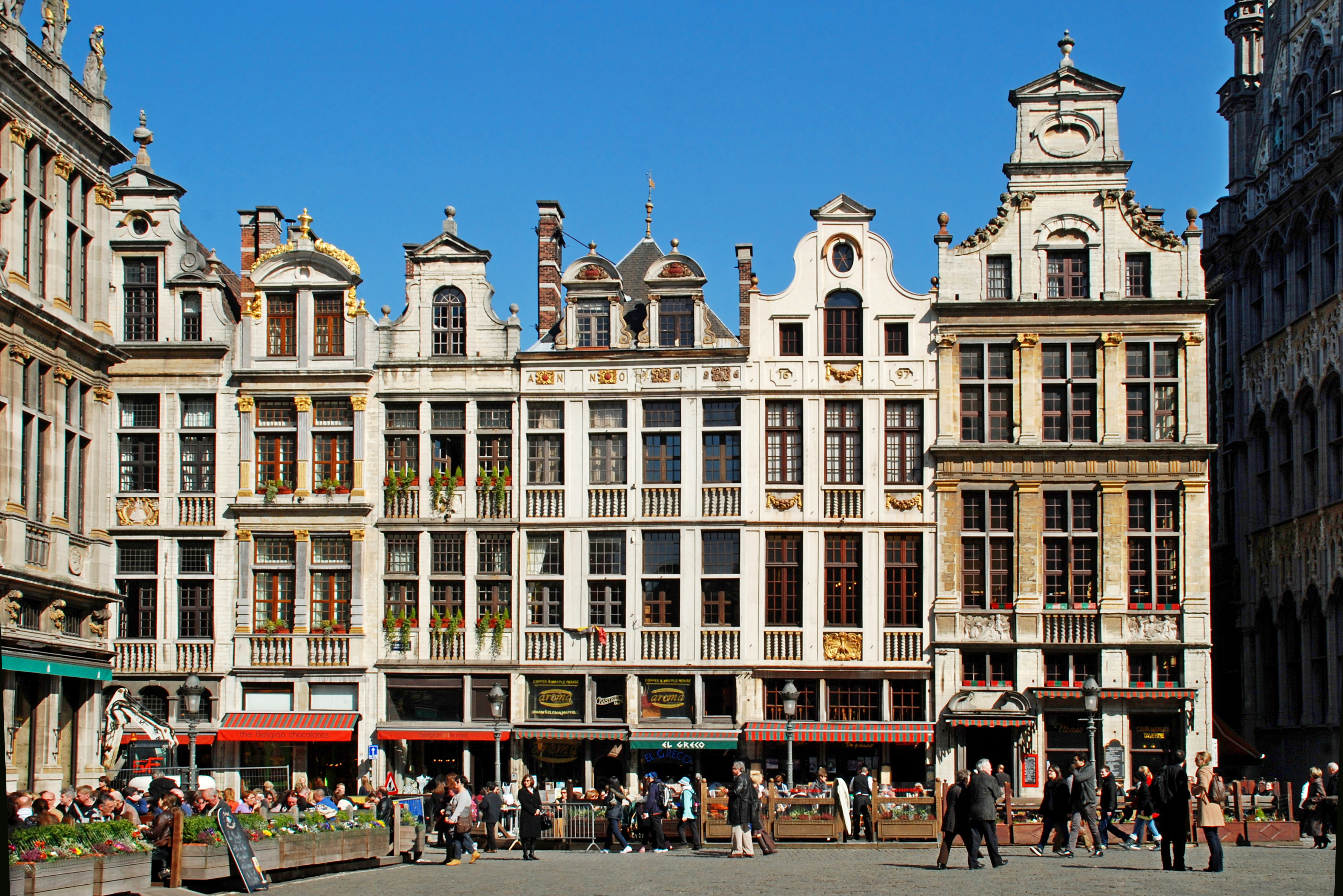
La Maison de Sainte-Barbe et ses voisines, sur le côté nord-est de la Grand-Place.

## Classement
Les façades et les toitures de toutes les maisons qui bordent la Grand-Place font l'objet d'un classement au titre des monuments historiques en tant qu'ensemble depuis le 19 avril 1977 sous la référence globale 2043-0065/0.
Le classement a été étendu à d'autres parties du bâtiment le 7 novembre 2002, sous la référence 2043-0065/038.

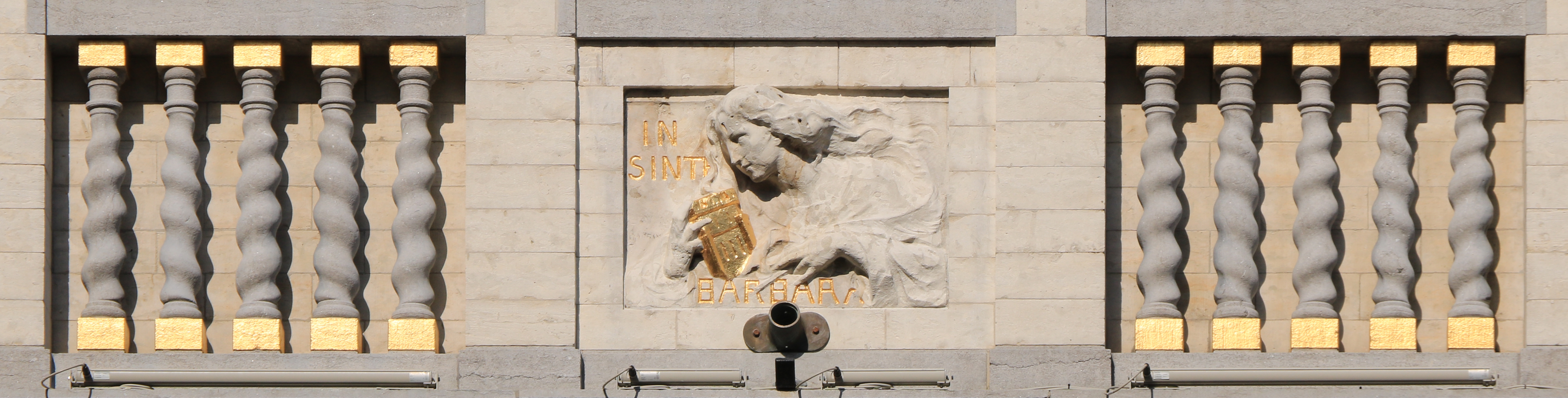
Enseigne et balustres.

## Architecture
La « Maison de Sainte-Barbe » présente une façade en pierre de taille, d'une structure semblable à celle de la « Maison du Paon » : cette façade de trois travées, rehaussée de dorures, possède un rez-de-chaussée, un entresol, deux étages et un pignon, séparés les uns des autres par des cordons moulurés alignés sur ceux de la « Maison du Petit Renard et du Chêne » et de la « Maison du Paon ».
Le premier et le deuxième étage sont percés de fenêtres à croisée de bois surmontées chacune d'une traverse de pierre et d'une fenêtre d'imposte.
Certaines allèges sont ornées de balustres torses rehaussés de dorures, tandis que l'allège centrale du deuxième étage est ornée d'un bas-relief représentant sainte Barbe et affichant le nom de la maison : « In Sint Barbara ».
La façade est couronnée par un pignon assez sobre comportant trois travées. La travée centrale du pignon est occupée par une fenêtre à piédroits et impostes saillants portant un arc en plein cintre à clé saillante, encadré d'un panneau rectangulaire reposant sur les impostes, structure assez semblable à celle qui orne le pignon de la Maison du Paon, où l'encadrement intègre un oculus.
Ce pignon porte deux boules dorées à ses extrémités et est sommé d'un fronton triangulaire portant lui aussi une boule dorée.

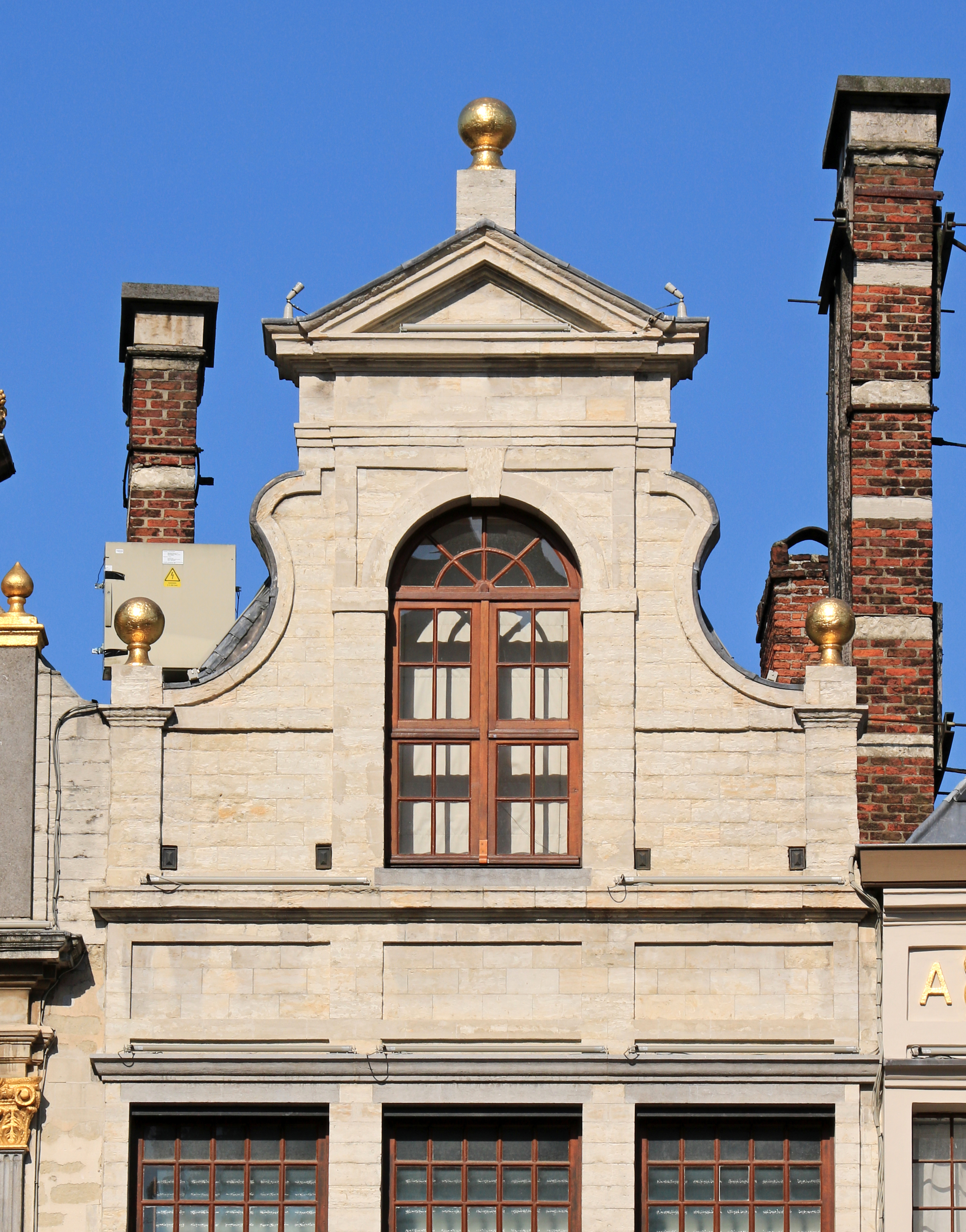
Pignon.
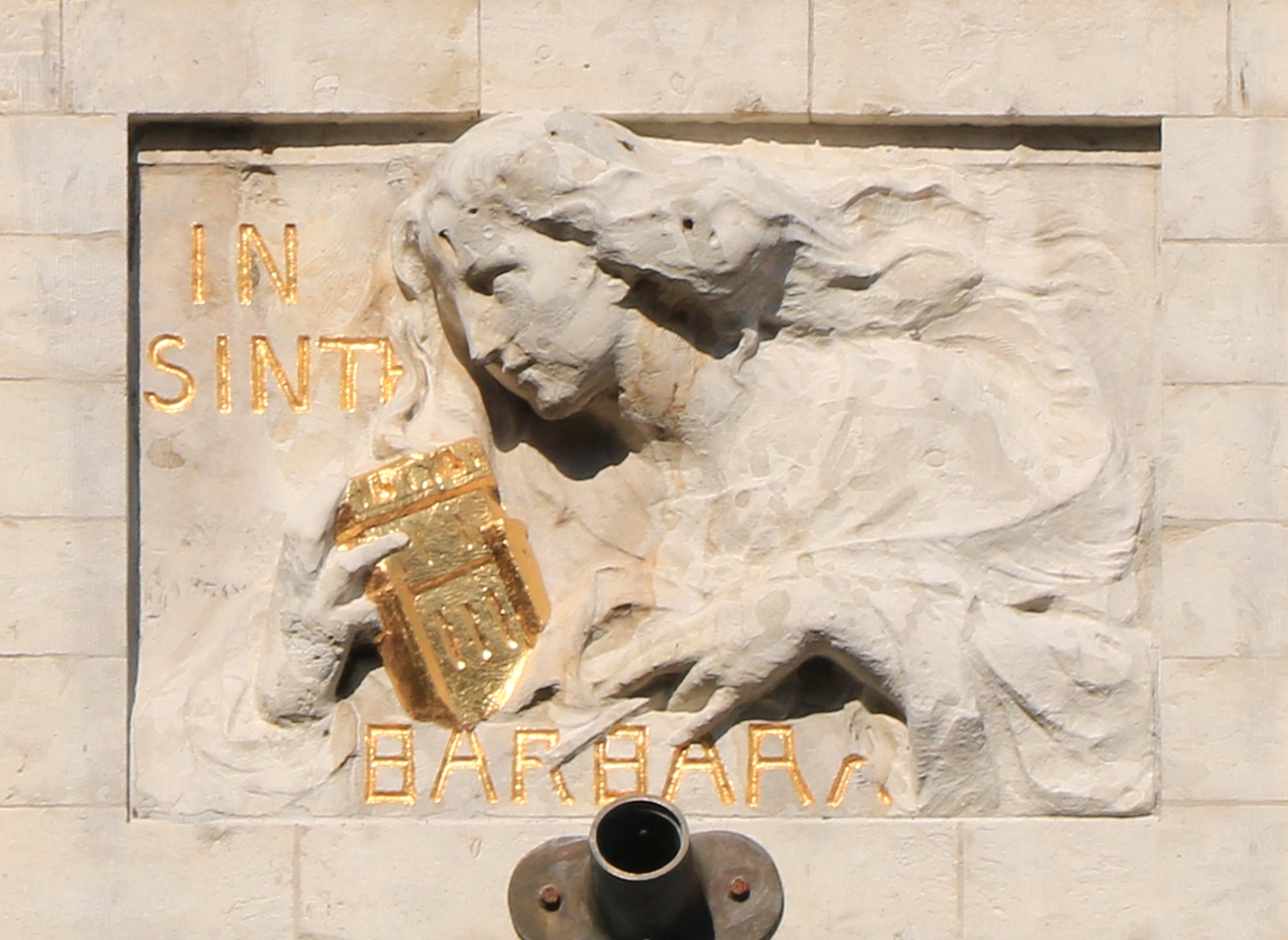
Enseigne « In Sinte Barbara ».